# José Salamero Martínez
José Salamero Martínez (Graus, 1835 – Madrid, 30 de desembre de 1895) va ser un clergue conegut com el pare dels pobres per la seva dedicació als més desfavorits i per promoure la fundació d'associacions i institucions de caràcter social.

## Biografia
Va estudiar a la Universitat Pontifícia de Roma i la Santa Seu el va distingir amb una Prelatura Domèstica; sembla que va rebutjar un bisbat per considerar que la seva defectuosa manera de caminar no convenia a la dignitat episcopal. Aleshores va tornar a Espanya i es va dedicar activament a l'apostolat. Va ser consiliario de la Joventut Catòlica de Madrid, examinador sinodal dels arquebisbats de Sevilla i Toledo, i va dirigir alguns centres privats d'ensenyament. Defensor de l'ideari tradicionalista, va fundar una Escola d'Arts i Oficis a Graus, així com associacions obreres catòliques a Osca, Barbastre i Graus. Va escriure i va dirigir publicacions religioses, va fundar i va dirigir en Madrid la revista La Lectura Católica i el periòdic El Espíritu Católico. Col·laborava també en periòdics madrilenys com La Lealtad, El Pensamiento Español i La Regeneración.
Va ser nebot i mecenes de Joaquín Costa Martínez quan aquest es va establir a Madrid, on li va oferir en 1868 càrrec de professor al Col·legi Hispano-Americano de Santa Isabel, a Madrid, i li va prestar ajuda econòmica sovint, així com a Andrés Martínez Vargas. El novembre de 1886 va ingressar a la Reial Acadèmia de Ciències Morals i Polítiques.

## Obres
- La apostasía castigada, una Exégesis de los libros santos (inacabada), la novela filosófico-religiosa
- Eberhardo o el pensador de la Germania (novel·la)
- La crisis religiosa, causa principal de la crisis social, tiene en el Catolicismo su remedio más eficaz (discurs d'entrada en la RACMYP)